# Beusichem
Beusichem est un village situé dans la commune néerlandaise de Buren.
Le 1er janvier 1978, la commune de Beusichem a été rattachée à Buren.